# Лайоль (кантон)
Лайо́ль (фр. Laguiole) — кантон во Франции, находится в регионе Окситания, департамент Аверон. Входит в состав округа Родез.
Код INSEE кантона — 1214. Всего в кантон Лайоль входят 5 коммун, из них главной коммуной является Лайоль.

## Коммуны кантона
| Коммуна       | Население, чел. (2006) | Почтовый индекс | Код INSEE |
| ------------- | ---------------------- | --------------- | --------- |
| Кассюэжуль    | 153                    | 12210           | 12058     |
| Кюрьер        | 264                    | 12210           | 12088     |
| Лайоль        | 1 248                  | 12210           | 12119     |
| Монпейру      | 550                    | 12210           | 12156     |
| Сулаж-Бонваль | 235                    | 12210           | 12273     |

## Население
Население кантона на 2006 год составляло 2 509 человек.
| 1962  | 1968  | 1975  | 1982  | 1990  | 1999  | 2006  | 2007 |
| ----- | ----- | ----- | ----- | ----- | ----- | ----- | ---- |
| 2 761 | 2 884 | 2 730 | 2 536 | 2 538 | 2 450 | 2 509 | —    |